# Wolseley 6/90

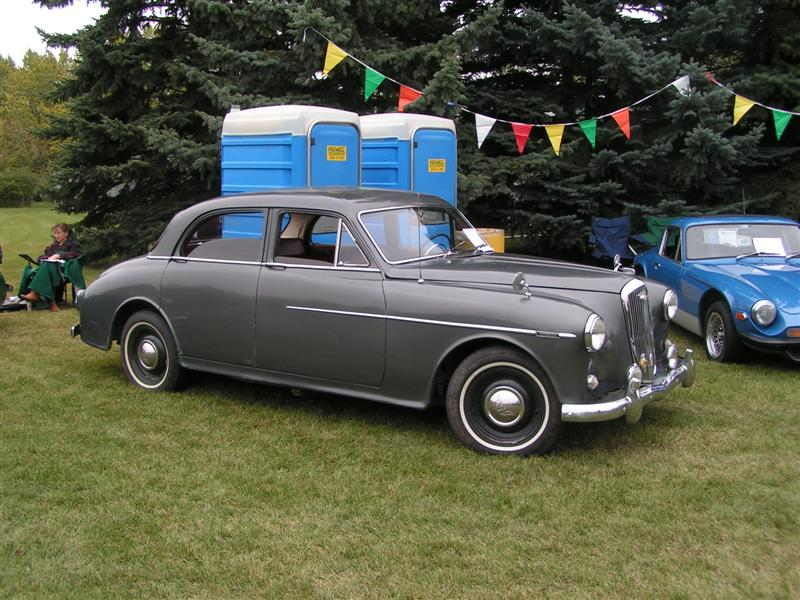
Wolseley 6/90 MkIII

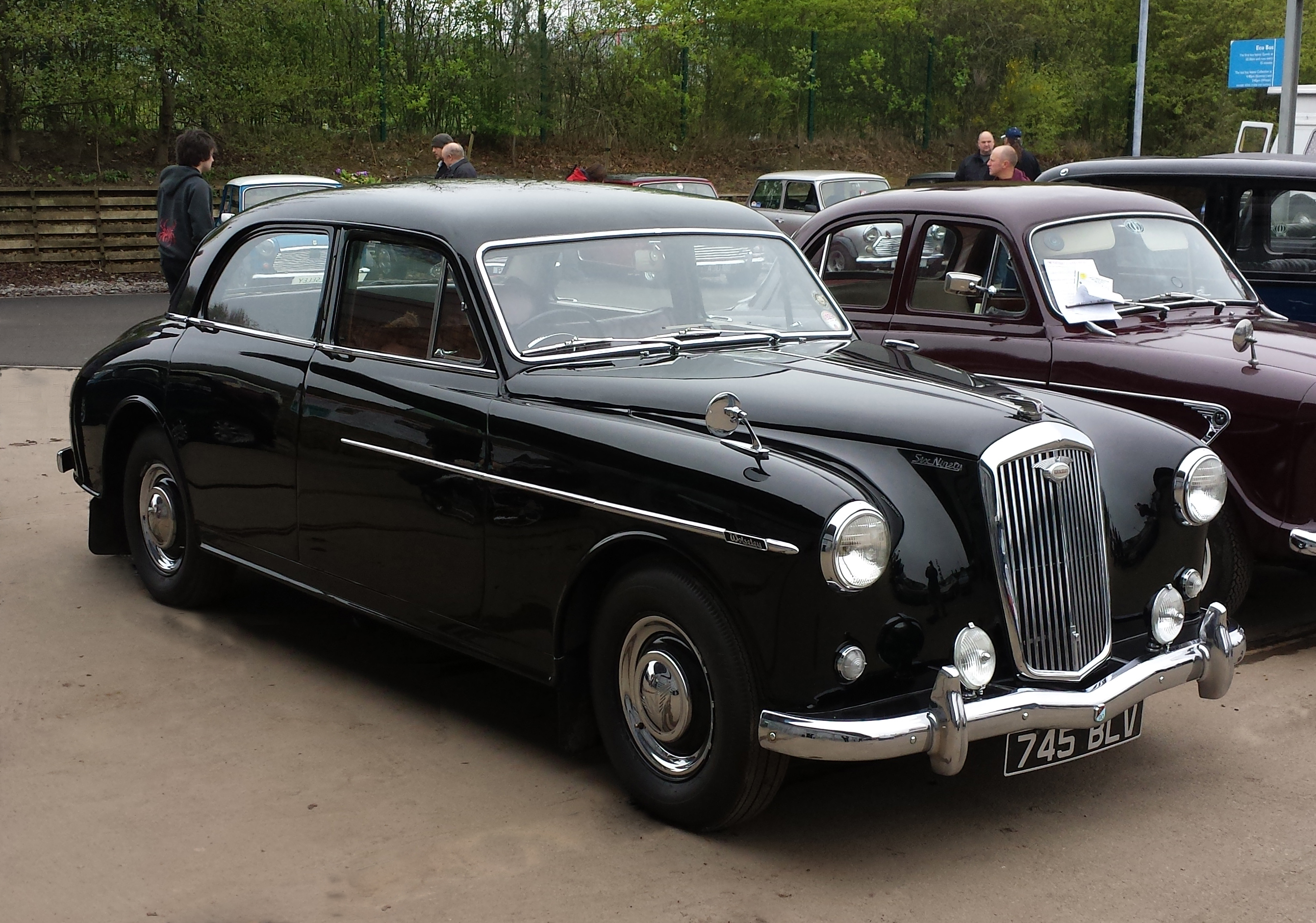
Een Wolseley 6/90 uit 1959.

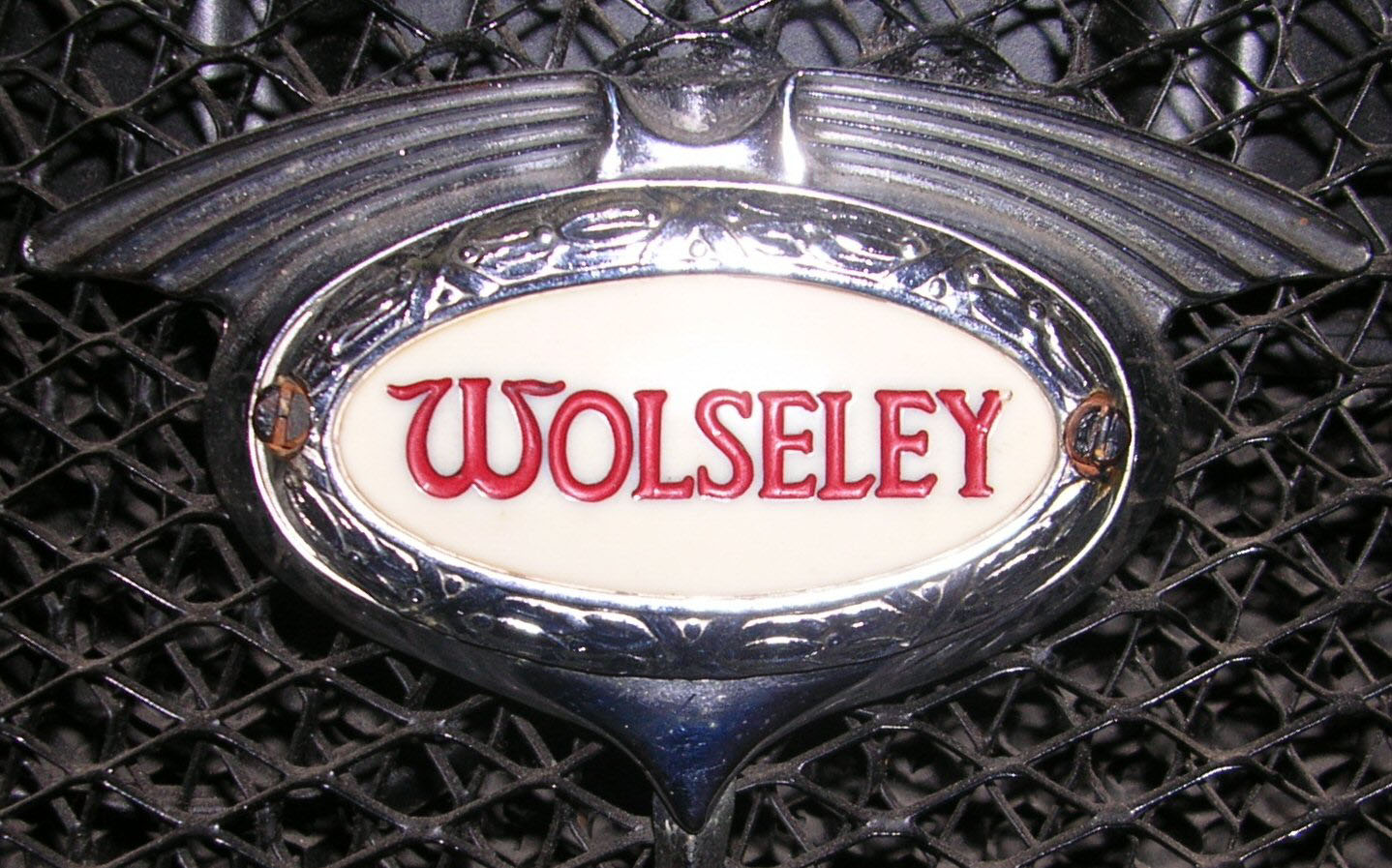
Voorbeeld van het verlichte radiatorelement.

De Wolseley 6/90 is een auto, gefabriceerd door de Wolseley Motor Company. De auto is van 1954 tot 1959 gebouwd en verving de Wolseley 6/80. De auto is ontworpen door Gerald Palmer en er zijn in het totaal 11.852 exemplaren gebouwd. De 6/90 is ook in gebruik geweest als politieauto.
Het ontwerp van de Wolseley 6/90 was gelijk aan de Riley Pathfinder. The Motor magazine heeft de Wolseley 6/90 in 1955 getest. De topsnelheid was 154 km/h (96 mph) en de auto accelereerde van 0 naar 97 km/h (0-60 mph) in 17.3 seconden. Het verbruik was 13.1 liter per 100 km. De geteste auto kostte indertijd £1063, inclusief belastingen.
De auto was voorzien van een zescilinder in lijn motor met een cilinderinhoud van 2693cc uit de C-Serie van de British Motor Corporation. Deze leverde 95 pk, had een viermaal gelagerde krukas en was voorzien van twee SU carburateurs. De motor had kopkleppen en een laagliggende nokkenas.
De geavanceerde achterwielophanging was bij de eerste serie identiek aan die van de Riley Pathfinder en bestond uit een onafhankelijke wielophanging met schroefveren en een panardstang. De auto had een los chassis en achterwielaandrijving.
Het dashboard was bekleed met grijs gestreept formica en had in het midden een verchroomd luidsprekerrooster. De handrem was onder het dashboard naast de stuurkolom gemonteerd en de versnellingspook was aan deze stuurkolom gemonteerd. De voorstoelen waren los maar vormden samen een bank en hadden evenals achterbank een neerklapbare armsteun. Het interieur was met leer bekleed. Kenmerkend was het verlichte radiatorornament wat elke Wolseley heeft gehad.
Er zijn 5776 exemplaren van deze eerste serie gemaakt.

## De series II
De series II 6/90 is in 1957 uitgebracht. Deze uitvoering was voorzien van een starre achteras en half-elliptische bladveren, een walnoten dashboard en de schakelpook was verplaatst naar de vloer aan de kant van de voordeur. In de voorstoel was hiervoor speciaal een uitsparing gemaakt. Er was een overdrive leverbaar evenals een automatische transmissie. Deze uitvoering is slechts acht maanden gefabriceerd en er zijn 1024 exemplaren van gefabriceerd.

## De series III
De series III had zwaardere, bekrachtigde remmen en een grotere achterruit. Er zijn 5052 exemplaren gefabriceerd.
De productie van de Wolseley 6/90 werd in 1959 beëindigd. De opvolger was de door Pininfarina ontworpen Wolseley 6/99.